# Erebia altaica
Erebia altaica är en fjärilsart som beskrevs av Goltz 1930. Erebia altaica ingår i släktet Erebia och familjen praktfjärilar. Inga underarter finns listade i Catalogue of Life.